# ルイ・オーギュスト・ド・ブルボン (1700-1755)
ルイ・オーギュスト・ド・ブルボン（Louis Auguste de Bourbon, 1700年3月4日 - 1755年10月1日）は、ブルボン家統治期のフランス王家の一員、軍人。ドンブ公（Prince de Dombes）、ウー伯爵（Comte d'Eu）。ルイ14世の庶系の孫にあたる。

## 生涯
ルイ14世とモンテスパン侯爵夫人の間の長男であるメーヌ公爵ルイ・オーギュストと、その妻でコンデ公アンリ3世の娘であるルイーズ・ベネディクトの間の息子として生まれた。母がルイ15世の摂政オルレアン公爵を失脚させようと画策して失敗したため（チェッラマーレ陰謀事件）、父は1718年にその政治生命を断たれた。そのため2年ほどは幽閉された両親と離れジアンの城で養育係の世話を受けて育った。軍人としての才能に恵まれなかった父と違い軍指揮官としての才能に長け、オイゲン公麾下のハプスブルク帝国軍に入隊して墺土戦争、ポーランド継承戦争、オーストリア継承戦争を戦った。
フランスではスイス人近衛連隊の連隊長、ラングドック地方の総督、王家の狩猟長などを務めた。1748年、ジャン・アントワーヌ・フランソワ・ド・コワニー侯爵（元帥コワニー公爵の父）を決闘で殺害した。1751年母の死に伴いアネとドルーを相続する。ドンブ公はヴェルサイユ宮廷には顔を出すのを避けてアネ城で暮らし、アネの地所を拡大させた。ウール川の水をアネ城館の庭園に導くための水圧装置を設置したりしている。生涯を独身を通し子供も持たず、1755年にフォンテーヌブローで死去した。メーヌ公爵家の家督は同様に未婚の弟ルイ・シャルルが継いだ。